# Vladimir Ivanov (voetballer, 1973)
Vladimir Ivanov Ivanov (Bulgaars : Владимир Иванов Иванов) (Sofia, 6 februari 1973)  is een voormalige bulgaars voetballer. Hij heeft gespeeld bij Slavia Sofia, Levski Sofia, Borussia Mönchengladbach, FK Lokomotiv 1929 Sofia en Lokomotiv Plovdiv.

## Loopbaan
Op 3 november 2016, na het vertrek van Aleksandr Tarkhanov werd Ivanov aangesteld als vaste manager voor Slavia Sofia. Echter na een reeks met slechte restulaten werd hij op 11 mei 2017 gedegradeerd tot assistent van de nieuw benoemde trainer Zlatomir Zagorčić.
Ivanov maakt zijn debuut in Bulgarije in 2002 en hij heeft 6 wedstrijden gespeeld. Hij maakt deel uit van de selectie voor het voetbaltoernooi op de EK 2004. 